# Драфт НБА 2013 года
Драфт НБА 2013 года прошёл 27 июня в спортивном комплексе «Барклайс-центр» (Бруклин, Нью-Йорк). Телевизионную трансляцию осуществляла компания ESPN.
К участию в драфте были допущены игроки после окончания колледжа и игроки-иностранцы. Лотерея состоялась 21 мая 2013 года. Право выбора под первым номером в результате лотереи получил клуб «Кливленд Кавальерс», который был использован на 20-летнего форварда Энтони Беннетта, первокурсника из Университета Невады. Впервые в истории драфта под первым пиком первого раунда был выбран канадский баскетболист. Всего на драфте были выбраны 20 игроков-иностранцев.

## Драфт лотерея
|  | Цветом выделены результаты лотереи |

| Команда                     | Сезон 2012/13 | Шансы в лотерее | Выбор | Выбор | Выбор | Выбор | Выбор | Выбор | Выбор | Выбор | Выбор | Выбор | Выбор | Выбор | Выбор | Выбор |
| Команда                     | Сезон 2012/13 | Шансы в лотерее | 1     | 2     | 3     | 4     | 5     | 6     | 7     | 8     | 9     | 10    | 11    | 12    | 13    | 14    |
| --------------------------- | ------------- | --------------- | ----- | ----- | ----- | ----- | ----- | ----- | ----- | ----- | ----- | ----- | ----- | ----- | ----- | ----- |
| Орландо Мэджик              | 20-62         | 250             | .250  | .215  | .177  | .358  | —     | —     | —     | —     | —     | —     | —     | —     | —     | —     |
| Шарлотт Бобкэтс             | 21-61         | 199             | .199  | .188  | .171  | .319  | .123  | —     | —     | —     | —     | —     | —     | —     | —     | —     |
| Кливленд Кавальерс          | 24-58         | 156             | .156  | .157  | .156  | .226  | .265  | .040  | —     | —     | —     | —     | —     | —     | —     | —     |
| Финикс Санз                 | 25-57         | 119             | .119  | .126  | .133  | .099  | .351  | .161  | .013  | —     | —     | —     | —     | —     | —     | —     |
| Нью-Орлеан Пеликанс         | 27-55         | 88              | .088  | .097  | .107  | —     | .262  | .360  | .161  | .012  | —     | —     | —     | —     | —     | —     |
| Сакраменто Кингз            | 28-54         | 63              | .063  | .071  | .081  | —     | —     | .440  | .304  | .040  | .001  | —     | —     | —     | —     | —     |
| Детройт Пистонс             | 29-53         | 36              | .036  | .042  | .049  | —     | —     | —     | .599  | .253  | .021  | .000  | —     | —     | —     | —     |
| Вашингтон Уизардс           | 29-53         | 35              | .035  | .041  | .048  | —     | —     | —     | —     | .703  | .165  | .008  | .000  | —     | —     | —     |
| Миннесота Тимбервулвз       | 31-51         | 17              | .017  | .020  | .024  | —     | —     | —     | —     | —     | .813  | .122  | .004  | .000  | —     | —     |
| Портленд Трэйл Блэйзерс     | 33-49         | 11              | .011  | .013  | .016  | —     | —     | —     | —     | —     | —     | .870  | .089  | .002  | .000  | —     |
| Филадельфия Севенти Сиксерс | 34-48         | 8               | .008  | .010  | .012  | —     | —     | —     | —     | —     | —     | —     | .907  | .063  | .001  | .000  |
| Торонто Рэпторс1            | 34-48         | 7               | .007  | .008  | .010  | —     | —     | —     | —     | —     | —     | —     | —     | .935  | .039  | .000  |
| Даллас Маверикс             | 41-41         | 6               | .006  | .007  | .009  | —     | —     | —     | —     | —     | —     | —     | —     | —     | .960  | .018  |
| Юта Джаз                    | 43-39         | 5               | .005  | .006  | .007  | —     | —     | —     | —     | —     | —     | —     | —     | —     | —     | .982  |

1Драфт пик «Торонто Рэпторс» был передан Оклахоме

## Игроки на драфте

### Игроки уровня колледжей
На драфт 2013 года были заявлены 46 игроков уровня колледжей.
| - Стивен Адамс — Ц, Питтсбург (1-й курс) - Си Джей Айкен — Ф, Сент-Джозеф (3-й курс) - Энтони Беннетт — Ф, УНЛВ (1-й курс) - Вандер Блю — З, Маркетт (3-й курс) - Лоренцо Браун — З, Северная Каролина Стейт (3-й курс) - Реджи Буллок — Ф, Северная Каролина (3-й курс) - Трей Бёрк — З, Мичиган (2-й курс) - Кентавиус Колдуэлл-Поуп — З, Джорджия (2-й курс) - Майкл Картер-Уильямс — З, Сиракьюз (2-й курс) - Эдриен Колман — З/Ф, Бетун-Кукмен (3-й курс) - Аллен Крэбб — З, Калифорния (3-й курс) - Дуэйн Дедмон — Ц, Южная Калифорния (3-й курс) - Горги Дьенг — Ц, Луисвилл (3-й курс) - Джамаал Франклин — З, Сан-Диего Стейт (3-й курс) - Арчи Гудвин — З, Кентукки (1-й курс) - Тим Хардуэй (младший) — З, Мичиган (3-й курс) - Грант Джерретт — Ф, Аризона (1-й курс) - Кристиан Кабонго — З, Морган Стэйт (3-й курс) - Мик Кабонго — З, Техас (2-й курс) - Шейн Ларкин — З, Майами (2-й курс) - Рики Ледо — З, Провиденс (1-й курс) - Алексей Лень — Ц, Мэриленд (2-й курс) - Си Джей Лесли — Ф, Северная Каролина (3-й курс) | - Нуридин Линдси — З, Райдер (3-й курс) - Амат Мбайе — Ф, Оклахома (3-й курс) - Рэй Маккаллум — З, Детройт (3-й курс) - Бен Маклемор — З, Канзас (1-й курс) - Тони Митчел — Ф, Северный Техас (2-й курс) - Шабазз Мухаммад — З/Ф, УКЛА (1-й курс) - Нерленс Ноэль — Ц, Кентукки (1-й курс) - Виктор Оладипо — З/Ф, Индиана (3-й курс) - Келли Олиник — Ц, Гонзага (3-й курс) - Норвель Пелль — Ц, Лос-Анджелес (1-й курс) - Отто Портер — Ф, Джорджтаун (2-й курс) - Маршон Пауэлл — Ф, Арканзас (3-й курс) - Фил Пресси — З, Миссури (3-й курс) - Андре Роберсон — Ф, Колорадо (3-й курс) - Джошуа Симмонс — З, Спартанбург (1-й курс) - Тревис Симпсон — З, Северная Каролина Гринсборо (3-й курс) - Тони Снелл — Ф, Нью-Мексико (3-й курс) - Тадж Тэйт — З, Делавэр (2-й курс) - Джон Тэйлор — З, Фресно Пасифик (3-й курс) - Адонис Томас — З/Ф, Мемфис (2-й курс) - Дешон Томас — Ф, Огайо Стейт (3-й курс) - Би Джей Янг — З, Арканзас (2-й курс) - Коди Зеллер — Ф/Ц, Индиана (2-й курс) |

### Игроки-иностранцы
Следующие игроки заявили об участии в драфте 2013 года. Для всех игроков указано гражданство и последний клуб.

| - Алекс Абринес — З, Барселона (Испания) - Яннис Адетокунбо — З/Ф, Филатлитикос (Греция) - Линос Хрисикопулос — Ф, ПАОК (Греция) - Франсуа Аффиа Амбадиан — Ц, Слован (Словения) - Неманья Бешович — Ц, без команды. - Джордже Дреновац — Ф, Фортитудо (Италия) - Богдан Богданович — АЗ, Партизан (Сербия) - Матиас Бортолин — Ц, Трайскирхен Лайонс (Австрия) - Ласло Добош — Ц, Сарагоса (Испания) - Виктор Гаддефорс — Ц, Виртус (Италия) - Руди Гобер — Ц, Шоле (Франция) - Мухаммаду Жайтэ — Ц, Стад Олимпик Булонь (Франция) - Ливио Жан-Шарль — Ф, АСВЕЛ (Франция) - Сергей Карасёв — З/Ф, Триумф (Россия) - Луи Лабери — Ф/Ц, Париж-Левалуа Баскет (Франция) - Раул Нето — З, Сан-Себастьян (Испания) | - Филипп Ньюманн — Ц, Брозе (Германия) - Лукас Ногейра — Ц, Эстудиантес (Испания) - Алехандро Паранос — Ф, Фламенго (Бразилия) - Артём Пустовой — Ц, Химик (Украина) - Богдан Радосавлевич — Ц, Бавария (Германия) - Марко Рамляк — Ф, Задар (Хорватия) - Дарио Шарич — Ф, Цибона (Хорватия) - Деннис Шрёдер — З, Нью-Йоркер Фантомс Брауншвейг (Германия) - Валтер Тавариш — Ц, Гран-Канария (Испания) - Даниэль Тайс — Ф/Ц, Ульм (Германия) - Янис Тимма — Ф, Вентспилс (Латвия) - Марко Тодорович — Ц, Барселона (Испания) - Аксель Тупан — Ф, Страсбур (Франция) - Адин Врабац — Ф, Спарс (Сараево) (Босния и Герцеговина) |

- курсивом написаны игроки позже отозвавшие свою кандидатуру

## Приглашенные игроки
НБА ежегодно приглашает около 10-15 игроков в «зелёную комнату». Обычно в неё приглашаются самые перспективные баскетболисты со своими семьями и агентами для общения с представителями лиги. Игроки, приглашённые в это помещение, имеют наибольшие шансы быть выбранными в первой десятке. Позже они появляются на сцене драфта, чтобы обменяться рукопожатиями с комиссаром НБА Дэвидом Стерном. Как правило, НБА рассылает приглашения от 13 до 15 баскетболистам. В 2013 году в «зелёную комнату» вызвали 13 игроков (перечислены в алфавитном порядке)
- Стивен Адамс, Питтсбург (не включён в первоначальный список, был добавлен позже)
- Энтони Беннетт, УНЛВ
- Трей Бёрк, Мичиган
- Коди Зеллер, Индиана
- Сергей Карасёв, БК «Триумф» (не включён в первоначальный список, был добавлен позже)
- Майкл Картер-Уильямс, Сиракьюз
- Кентавиус Колдуэлл-Поуп, Джорджия (не включён в первоначальный список, был добавлен позже)
- Алексей Лень, Мэриленд
- Си Джей Макколлум, Лихай
- Бен Маклемор, Канзас
- Нерленс Ноэль, Кентукки
- Виктор Оладипо, Индиана
- Отто Портер, Джорджтаун

## Драфт

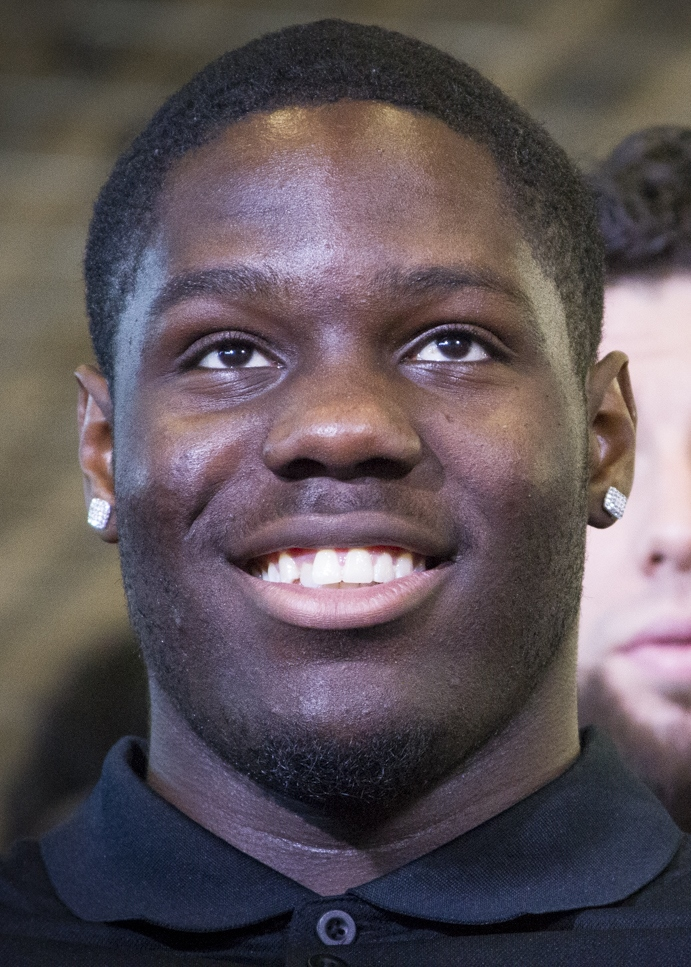
Энтони Беннетт — первый канадец, выбранный под 1-м номером драфта командой «Кливленд Кавальерс».

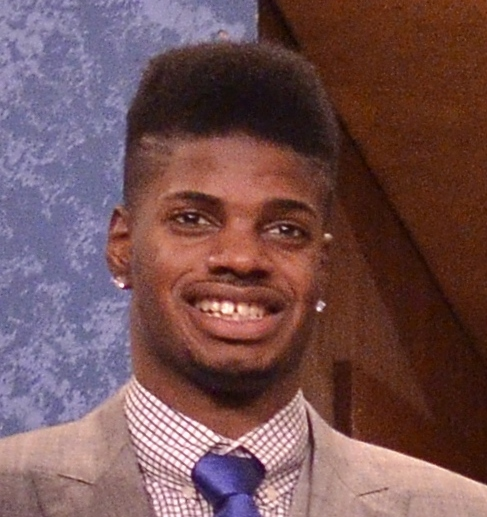
Фаворит драфта Нерленс Ноэль был выбран 6-м «Нью-Орлеан Пеликанс» и сразу обменян в «Филадельфия 76» на защитника Джру Холидея.

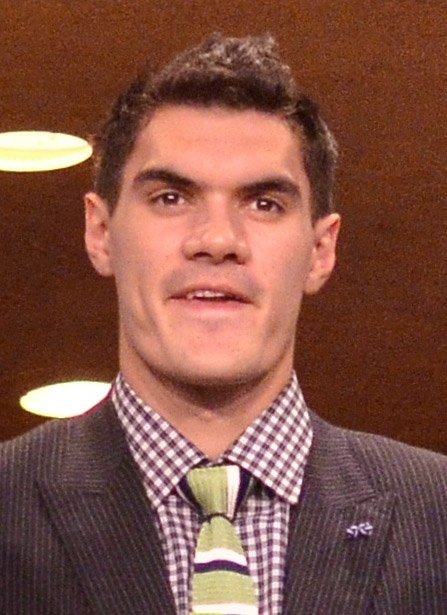
Стивен Адамс — первый новозеландец, выбранный в первом раунде драфта.

| РЗ | Разыгрывающий защитник | АЗ | Атакующий защитник | ЛФ | Лёгкий форвард | ТФ | Тяжёлый форвард | Ц | Центровой |

|  | Игроки, выбранные в Зал славы баскетбола                   |
|  | Участники Матча всех звёзд и игроки сборной всех звёзд НБА |
|  | Участники Матча всех звёзд                                 |
|  | Игроки сборной всех звёзд                                  |
|  | Баскетболисты, не игравшие в НБА                           |

| Раунд | Пик | Игрок                   | Позиция | Страна         | Клуб                                             | Колледж/команда                   |
| ----- | --- | ----------------------- | ------- | -------------- | ------------------------------------------------ | --------------------------------- |
| 1     | 1   | Энтони Беннетт          | ЛФ/ТФ   | Канада         | Кливленд Кавальерс                               | УНЛВ (1-й курс)                   |
| 1     | 2   | Виктор Оладипо          | АЗ      | США            | Орландо Мэджик                                   | Индиана (3-й курс)                |
| 1     | 3   | Отто Портер             | АЗ      | США            | Вашингтон Уизардс                                | Джорджтаун (2-й курс)             |
| 1     | 4   | Коди Зеллер             | ТФ      | США            | Шарлотт Бобкэтс                                  | Индиана (2-й курс)                |
| 1     | 5   | Алексей Лень            | Ц       | Украина        | Финикс Санз                                      | Мэриленд (2-й курс)               |
| 1     | 6   | Нерленс Ноэль           | Ц       | США            | Нью-Орлеан Пеликанс (обменян в Филадельфия 76)   | Кентукки (1-й курс)               |
| 1     | 7   | Бен Маклемор            | АЗ      | США            | Сакраменто Кингз                                 | Канзас (1-й курс)                 |
| 1     | 8   | Кентавиус Колдуэлл-Поуп | АЗ      | США            | Детройт Пистонс                                  | Джорджия (2-й курс)               |
| 1     | 9   | Трей Бёрк               | РЗ      | США            | Юта Джаз (от «Миннесоты»)                        | Мичиган (2-й курс)                |
| 1     | 10  | Си Джей Макколлум       | АЗ      | США            | Портленд Трэйл Блэйзерс                          | Лихай (4-й курс)                  |
| 1     | 11  | Майкл Картер-Уильямс    | АЗ      | США            | Филадельфия 76                                   | Сиракьюз (2-й курс)               |
| 1     | 12  | Стивен Адамс            | Ц       | Новая Зеландия | Оклахома-Сити Тандер (от Торонто через Хьюстон)  | Питтсбург (1-й курс)              |
| 1     | 13  | Келли Олиник            | Ц       | Канада         | Даллас Маверикс (обменян в Бостон Селтикс)       | Гонзага (3-й курс)                |
| 1     | 14  | Шабазз Мухаммад         | АЗ      | США            | Юта Джаз ((обменян в «Миннесоту Тимбервулвз»))   | УКЛА (1-й курс)                   |
| 1     | 15  | Яннис Адетокунбо        | ЛФ      | Греция         | Милуоки Бакс                                     | БК «Филатлитикос» (Греция)        |
| 1     | 16  | Лукас Ногейра           | Ц       | Бразилия       | Бостон Селтикс (обменян в Даллас Маверикс)       | БК «Эстудиантес» (Испания)        |
| 1     | 17  | Деннис Шрёдер           | РЗ      | Германия       | Атланта Хокс (от Хьюстона через Бруклин)         | БК «Фантом Брауншвейг» (Германия) |
| 1     | 18  | Шейн Ларкин             | РЗ      | США            | Атланта Хокс                                     | Майами (4-й курс)                 |
| 1     | 19  | Сергей Карасёв          | АЗ/ЛФ   | Россия         | Кливленд Кавальерс (от Лейкерс)                  | БК «Триумф» (Россия)              |
| 1     | 20  | Тони Снелл              | ЛФ      | США            | Чикаго Буллз                                     | Нью-Мексико (2-й курс)            |
| 1     | 21  | Горги Дьенг             | Ц       | Сенегал        | Юта Джаз (от Голден Стэйт через Бруклин)         | Луисвилл (2-й курс)               |
| 1     | 22  | Мэйсон Пламли           | Ц       | США            | Бруклин Нетс                                     | Дьюк (4-й курс)                   |
| 1     | 23  | Соломон Хилл            | ЛФ      | США            | Индиана Пэйсерс                                  | Аризона (4-й курс)                |
| 1     | 24  | Тим Хардуэй (младший)   | АЗ      | США            | Нью-Йорк Никс                                    | Мичиган (2-й курс)                |
| 1     | 25  | Реджи Буллок            | АЗ      | США            | Лос-Анджелес Клипперс                            | Северная Каролина (2-й курс)      |
| 1     | 26  | Андре Роберсон          | ТФ      | США            | Миннесота Тимбервулвз (от Мемфиса через Хьюстон) | Колорадо (2-й курс)               |
| 1     | 27  | Руди Гобер              | Ц       | Франция        | Денвер Наггетс                                   | БК «Шоле» (Франция)               |
| 1     | 28  | Ливио Жан-Шарль         | ЛФ      | Франция        | Сан-Антонио Спёрс                                | БК АСВЕЛ (Франция)                |
| 1     | 29  | Арчи Гудвин             | АЗ      | США            | Оклахома-Сити Тандер                             | Кентукки (1-й курс)               |
| 1     | 30  | Неманья Недович         | РЗ      | Сербия         | Финикс Санз(от Майами через Кливленд и Лейкерс)  | БК «Летувос Ритас» (Литва)        |

| Раунд | Пик | Игрок               | Позиция | Страна           | Клуб                                                               | Колледж/команда                    |
| ----- | --- | ------------------- | ------- | ---------------- | ------------------------------------------------------------------ | ---------------------------------- |
| 2     | 31  | Аллен Крэбб         | АЗ      | США              | Кливленд Кавальерс (от Орландо)                                    | Калифорния (3-й курс)              |
| 2     | 32  | Алекс Абринес       | АЗ      | Испания          | Оклахома-Сити Тандер (от Шарлотт через Оклахому, Бостон и Хьюстон) | БК «Барселона» (Испания)           |
| 2     | 33  | Каррик Феликс       | АЗ      | США              | Кливленд Кавальерс                                                 | Аризона Стейт (4-й курс)           |
| 2     | 34  | Айзея Канаан        | РЗ      | США              | Хьюстон Рокетс (от Финикса)                                        | Мюррей Стейт (4-й курс)            |
| 2     | 35  | Глен Райс (младший) | АЗ      | США              | Филадельфия Севенти Сиксерс (от Нью-Орлеана)                       | Рио-Гранде Вэллей Вайперс (Д-Лига) |
| 2     | 36  | Рэй Маккаллум       | РЗ      | США              | Сакраменто Кингз                                                   | Детройт (3-й курс)                 |
| 2     | 37  | Тони Митчелл        | ТФ      | США              | Детройт Пистонс                                                    | Северный Техас (2-й курс)          |
| 2     | 38  | Нейт Уолтерс        | РЗ      | США              | Вашингтон Уизардс                                                  | Южная Дакота Стейт (4-й курс)      |
| 2     | 39  | Джефф Уитти         | Ц       | США              | Портленд Трэйл Блэйзерс (от Миннесоты через Кливленд и Бостон)     | Канзас (4-й курс)                  |
| 2     | 40  | Грант Джерретт      | ТФ      | США              | Портленд Трэйл Блэйзерс                                            | Аризона (1-й курс)                 |
| 2     | 41  | Джамаал Франклин    | АЗ      | США              | Мемфис Гриззлис (от Торонто через Даллас и Торонто)                | Сан-Диего Стейт (2-й курс)         |
| 2     | 42  | Пьер Джексон        | РЗ      | США              | Филадельфия Севенти Сиксерс (Обменян в Нью-Орлеан Пеликанс)        | Бэйлор (4-й курс)                  |
| 2     | 43  | Рикки Ледо          | АЗ      | США              | Милуоки Бакс                                                       | Провиденс (1-й курс)               |
| 2     | 44  | Майк Мускала        | Ц/ТФ    | США              | Даллас Маверикс                                                    | Бакнелл (2-й курс)                 |
| 2     | 45  | Марко Тодорович     | Ц       | Черногория       | Портленд Трэйл Блэйзерс (от Бостона)                               | БК «Барселона» (Испания)           |
| 2     | 46  | Эрик Грин           | РЗ      | США              | Юта Джаз                                                           | Виргиния Тех (4-й курс)            |
| 2     | 47  | Нето, Раул          | РЗ      | Бразилия         | Атланта Хокс                                                       | БК «Сан-Себастьян» (Испания)       |
| 2     | 48  | Райан Келли         | Ц       | США              | Лос-Анджелес Лейкерс                                               | Дьюк (4-й курс)                    |
| 2     | 49  | Эрик Мёрфи          | ТФ      | США/ · Финляндия | Чикаго Буллз                                                       | Флорида (4-й курс)                 |
| 2     | 50  | Джеймс Эннис        | ЛФ      | США              | Атланта Хокс                                                       | Лонг-Бич Стейт (4-й курс)          |
| 2     | 51  | Ромеро Осби         | ТФ      | США              | Орландо Мэджик (от Голден Стэйт через Нью-Йорк и Денвер)           | Оклахома (4-й курс)                |
| 2     | 52  | Лоренцо Браун       | РЗ      | США              | Миннесота Тимбервулвз (от Бруклина через Миннесоту и Нью-Орлеан)   | Северная Каролина Стейт (3-й курс) |
| 2     | 53  | Колтон Айверсон     | Ц       | США              | Индиана Пэйсерс                                                    | Колорадо Стейт (4-й курс)          |
| 2     | 54  | Арсалан Каземи      | ТФ      | Иран             | Вашингтон Уизардс (от Нью-Йорка)                                   | Орегон (4-й курс)                  |
| 2     | 55  | Жоффре Ловернь      | ТФ/Ц    | Франция          | Мемфис Гриззлис                                                    | БК «Партизан» (Сербия)             |
| 2     | 56  | Пейтон Сива         | РЗ      | США              | Детройт Пистонс (от Клипперс)                                      | Луисвилл (4-й курс)                |
| 2     | 57  | Алекс Ориаки        | Ц       | США              | Финикс Санз (от Денвера через Лейкерс)                             | Миссури (4-й курс)                 |
| 2     | 58  | Дешон Томас         | ЛФ      | США              | Сан-Антонио Спёрс                                                  | Огайо Стэйт (1-й курс)             |
| 2     | 59  | Боян Дубльевич      | Ц       | Черногория       | Миннесота Тимбервулвз (от Оклахомы)                                | БК «Валенсия» (Испания)            |
| 2     | 60  | Янис Тимма          | ЛФ      | Латвия           | Мемфис Гриззлис (от Майами)                                        | БК «Вентспилс» (Латвия)            |

## Невыбранные на драфте игроки
В данной таблице приведены игроки, которые не были выбраны на драфте 2013 года, однако сыграли как минимум одну игру в НБА после его проведения.
| Игрок              | Позиция | Национальность | Колледж/клуб                                |
| ------------------ | ------- | -------------- | ------------------------------------------- |
| Иан Кларк          | З       | США            | Бельмонт (4-й год)                          |
| Брэндон Дэвис      | ТФ      | США            | Университет Бригама Янга (4-й год)          |
| Мэттью Деллаведова | РЗ      | Австралия      | Колледж Святой Марии (Калифорния) (4-й год) |
| Элиас Харрис       | Ф       | Германия       | Гонзага (4-й год)                           |
| Фил Пресси         | РЗ      | США            | Миссурийский университет (2-й год)          |

## Комментарии
1. ↑  11 июля 2012 года «Атланта Хокс» получила пик первого раунда 2013 года (18-й) от «Бруклин Нетс» как часть сделки по продаже Джо Джонсона[22]. Ранее, 15 декабря 2010 года «Нетс» получили Сашу Вуячича и дополнительный пик первого раунда от «Хьюстон Рокетс» при трёхсторонней сделке[23].
2. 1 2  15 марта 2012 года Кливленд Кавальерс получил Люка Уолтона, Джейсона Капоно, а также дополнительную возможность выбора в первом раунде и права поменять на лучший из оставшихся пиков первого раунда 2013 года в обмен на Рамона Сешнса и Кристиана Айенгу. У «Кавальерс» также был свой собственный пик, а также пик от «Майами» в первом раунде (30-й пик). Соответственно, «Кавальерс» получили 19-й пик от «Лейкерс», а «Лейкерс» получили 30-й пик от «Майами»[24].
3. ↑  23 февраля 2011 года «Юта Джаз» получила Девина Харриса, Деррика Фейворса, пик первого раунда драфта 2011 года и пик первого раунда 2013 года (21-й) от «Бруклин Нетс» в обмен на Дерона Уильямса[25]. Ранее, 22 июля 2008 года «Нетс» получили пик первого раунда (21-й) от «Голден Стэйт Уорриорз» в обмен на Маркуса Уильямса[26].
4. ↑  23 июня 2011 года, «Миннесота Тимбервулвз» получили Брэда Миллера, права на Николу Миротича и Чендлера Парсонса, а также пик первого раунда 2013 года (25-й пик) от «Хьюстона» в обмен на Джонни Флинна, права на Донатаса Мотеюнаса и право выбора во втором раунде 2012 года[27]. Ранее, 24 февраля 2011 года «Хьюстон» получил Хашима Табита, Демарре Кэрролла и пик первого раунда 2013 года от «Мемфиса» в обмен на Шейна Баттье и Иша Смита[28].
5. ↑  15 марта 2012 Голден Стэйт Уорриорз получили Ричарда Джефферсона, Ти Джея Форда и условный пик первого раунда (30-й) из Сан-Антонио Спёрс в обмен на Стивена Джексона[29].